# Odessa Rae
Odessa Rae (Calgary, Alberta, 23 de mayo de 1980) es una productora y actriz de cine y televisión canadiense. Es más conocida por ser la creadora y productora del documental Navalny y por su participación en múltiples películas y series de televisión como Hard Candy, Smallville y Movie 43. Además, fue clave en la formación de Ivanhoe Pictures, productora de la película Crazy Rich Asians.

## Biografía
Rae pasó sus primeros años de vida entre Norteamérica, Asia e India. Estudió Relaciones Internacionales en la Universidad de Toronto, dominando el japonés y conversando con fluidez en varios otros idiomas. Comenzó su carrera cinematográfica en Japón, siendo ampliamente conocida por sus apariciones en anuncios publicitarios con Brad Pitt. Posteriormente, coescribió, produjo y protagonizó su primer largometraje, Jenifa.
Rae fue clave en la formación de Ivanhoe Pictures, que produjo el éxito de taquilla, Crazy Rich Asians. En enero de 2017, Rae firmó un acuerdo de desarrollo de primera opción con la compañía.
En 2021, Rae lanzó RaeFilm Studios, centrándose en el desarrollo y la producción de contenido de no ficción.
Rae ha recibido múltiples galardones, entre ellos el Premio del Sindicato de Productores de Estados Unidos, el Premio DuPont Columbia, el Premio Greirson, el Premio Cinema Eye y los Premios de la Crítica. Además, recibió el Premio del Público en la categoría de Documentales de Estados Unidos y el Premio a la Favorita del Festival en el Festival de Cine de Sundance. También recibió el Premio Impacto a través del Cine de los Objetivos de Desarrollo Sostenible de las Naciones Unidas 2023.
En 2024, estrenó It Doesn't Matter de Josh Mond en el 77.º Festival de Cine de Cannes, protagonizada por Christopher Abbott y Jay Will. También produjo Hollywoodgate de Ibrahim Nashat (estreno mundial en el Festival de Cine de Venecia) y Defiant de Karim Amer (estreno en el Festival Internacional de Cine de Toronto).

## Filmografía

### Como productora ejecutiva
| Año  | Título            | Dirección  | Ref. |
| ---- | ----------------- | ---------- | ---- |
| 2016 | Of Dust and Bones | Diane Bell |      |

### Como productora
| Año  | Título               | Dirección          | Notas         | Ref.  |
| ---- | -------------------- | ------------------ | ------------- | ----- |
| 2022 | Navalny              | Daniel Roher       | Documental    |       |
| 2022 | The Story Won't Die  | David Henry Gerson |               |       |
| 2023 | Hollywoodgate        | Ibrahim Nashat     |               |       |
| 2023 | Defiant              | Karim Amer         |               |       |
| 2024 | It Doesn't Matter    | Josh Mond          |               |       |
| 2025 | La voz de Hind Rajab | Kaouther Ben Hania | Posproducción | [ 9 ] |

### Como actriz

#### Cine
| Año  | Título                       | Personaje               | Notas                 | Ref. |
| ---- | ---------------------------- | ----------------------- | --------------------- | ---- |
| 2002 | Paruko fikushon              | Judy                    |                       |      |
| 2004 | Jenifa                       | Jenifa                  |                       |      |
| 2005 | Niña mala                    | Janelle Rogers          |                       |      |
| 2005 | English as a Second Language | Micari                  |                       |      |
| 2008 | El asesino B.T.K.            | Heather                 |                       |      |
| 2009 | Ready or Not                 | Coco                    |                       |      |
| 2010 | Let the Game Begin           | Patient Patient         |                       |      |
| 2011 | My Dog's Christmas Miracle   | Crystal                 |                       |      |
| 2011 | Man Without a Head           | Venula                  |                       |      |
| 2012 | Gabe the Cupid Dog           | Carissa                 |                       |      |
| 2012 | The Visit                    | Diana                   | Cortometraje          |      |
| 2013 | Movie 43                     | Danita                  | Segmento: «The Pitch» |      |
| 2014 | Asthma                       | Bathing Wings           |                       |      |
| 2015 | Always Worthy                | Odessa Rae              |                       |      |
| 2017 | El verdugo                   | Reportera de televisión |                       |      |
| 2018 | Half Magic                   | Roxy                    |                       |      |
| 2024 | Chosen Family                | Frances                 |                       |      |

#### Televisión
| Año  | Título                                             | Rol                               | Notas                                 | Ref. |
| ---- | -------------------------------------------------- | --------------------------------- | ------------------------------------- | ---- |
| 2001 | Club Land                                          | Bailarina                         | Telefilme                             |      |
| 2007 | Chuck                                              | Mujer joven #3                    | Episodio: «Chuck contra el Intersect» |      |
| 2008 | Sala de urgencias                                  | Sally Patrice                     | Episodio: «Believe the Unseen»        |      |
| 2008 | Dead at 17                                         | Shari                             | Telefilme                             |      |
| 2010 | Rules of Engagement                                | Gretchen                          | Episodio: «The Big Picture»           |      |
| 2010 | Smallville                                         | Maggie McDougal                   | Episodio: «Escapar»                   |      |
| 2010 | Smallville                                         | Siobhan McDougal / Silver Banshee | Episodio: «Escapar»                   |      |
| 2010 | Las reglas del juego                               | Cora McRory                       | Episodio: «The Bottle Job»            |      |
| 2012 | Rizzoli & Isles                                    | Instructora de yoga               | Episodio: «Dirty Little Secret»       |      |
| 2023 | La 95ª Entrega Anual de los Premios de la Academia | Invitada                          | Especial de televisión                |      |

#### Podcast
- Women Behind the Scenes (2023) - Invitada.

## Premios y nominaciones
| Año  | Premio                      | Categoría                                      | Nominación    | Resultado | Ref.          |
| ---- | --------------------------- | ---------------------------------------------- | ------------- | --------- | ------------- |
| 2022 | Premios IDA                 | Mejor largometraje documental                  | Navalny       | Nominada  |               |
| 2023 | Premios Óscar               | Mejor largometraje documental                  | Navalny       | Ganadora  | [ 10 ] [ 11 ] |
| 2023 | Premios BAFTA               | Mejor documental                               | Navalny       | Ganadora  |               |
| 2023 | Premios de la PGA           | Producción destacada de películas documentales | Navalny       | Ganadora  |               |
| 2023 | Festival de cine de Cartago | Mejor largometraje documental                  | Hollywoodgate | Nominada  |               |
| 2024 | Premios Al Jazeera          | Mejor documental                               | Hollywoodgate | Nominada  |               |
| 2025 | Premios del Cine Alemán     | Mejor documental                               | Hollywoodgate | Nominada  |               |